# ZIL-118
Lo ZIL-118 era un minibus prodotto da ZIL dal 1962 al 1998. Nonostante i suoi anni di produzione, solo 105 di questi veicoli sono stati prodotti e venduti, di cui 98 sono sopravvissuti fino ad oggi. Il veicolo è stato prodotto anche come ambulanza, camioncino e furgone merci.

## Il contesto
Il veicolo è basato sul telaio della limousine ZIL-111. Il veicolo è simile nella costruzione all'UAZ-452 e al RAF-977, entrambi copie del Volkswagen Tipo 2. Nel 1979 ha avuto luogo un crash test tra una Dacia 1300 a 62 km/h. La Dacia 1300 è stata gravemente danneggiata, ma la ZIL-118 non è stata gravemente danneggiata. Il veicolo aveva un motore V8. Il veicolo, nonostante fosse molto spazioso e confortevole, non era molto adatto al fuoristrada a causa della sua carrozzeria lunga che non consentiva molta capacità fuoristrada.
Dopo la caduta dell'Unione Sovietica il veicolo continuò a essere prodotto fino al 1998 quando fu definitivamente interrotto in quanto sostituito dal minibus ZIL-3250. Il veicolo ha ricevuto molti ammodernamenti durante i suoi anni di produzione, nel 1989 il veicolo ha ricevuto airbag e cinture di sicurezza. Il veicolo era abbastanza affidabile e quindi poteva durare molte miglia. Circa 5 di questi veicoli sono stati esportati in Corea del Nord. Il veicolo era leggermente più veloce degli altri veicoli. Nonostante non sia molto adatto al fuoristrada, può attraversare molto bene i fiumi. Tuttavia, poteva attraversare alcune foreste e aveva capacità fuoristrada molto leggere.

## Vendite
| Calendar Year | Vendite sovietiche/russe |
| ------------- | ------------------------ |
| 1962          | 5                        |
| 1962-1970     | 15                       |
| 1970-1975     | 39                       |
| 1975-1982     | 28                       |
| 1982-1991     | 9                        |
| 1992          | 2                        |
| 1992-1997     | 2                        |
| 1998          | 5                        |
| Totale        | 105                      |

## Versioni
- ZIL-118: normale versione minibus prodotta dal 1962 al 1970. Di questa versione sono state prodotte e vendute 20 unità.
- ZIL-119: versione modernizzata prodotta dal 1970 al 1998. Di questa versione sono state prodotte e vendute 78 unità.
- ZIL-128: versione pick-up prodotta dal 1989 al 1990. Di questa versione sono state prodotte e vendute 2 unità.
- ZIL-132: versione ambulanza prodotta dal 1979 al 1981. Di questa versione sono state prodotte e vendute circa 5 unità.
- ZIL-199: prototipo modernizzato costruito nel 1991. È stata costruita solo 1 unità.
- ZIL-215: prototipo modernizzato dell'ambulanza costruito nel 1989. È stata costruita solo 1 unità.